# Margarethe II. von Masowien
Margarethe (polnisch Małgorzata; * zwischen 1436 und 1440; † um 1484) war eine polnische Prinzessin und schlesische Fürstin. Sie entstammte dem Adelsgeschlecht der masowischen Piasten und heiratete in die Schlesischen Piasten ein.

## Leben
Margarethe war eine Tochter des Herzogs Siemowit V. von Masowien († 1442) und der schlesischen Prinzessin Margarethe von Troppau-Ratibor. Nach dem Tod ihres Vaters übernahm ihr Onkel Władysław I. von Płock die Vormundschaft über Margarethe II. Diese verzichtete 1463 zugunsten des polnischen Königs Kasimir IV. Andreas auf das Herzogtum Gostynin. Nach dem Tod ihres Ehemanns übernahm sie die Regentschaft über die Herzogtümer Bernstadt und Oels, die sie 1475 an ihre Tochter übergab. Margarethe II. wurde wahrscheinlich im Kloster Trebnitz beigesetzt.

## Ehe und Familie
Zwischen 1447 und 1453 heiratete sie den schlesischen Fürsten Konrad IX. von Oels. Mit ihm hatte sie die Tochter Barbara von Oels.